# Malayotyphlops andyi
Malayotyphlops andyi — вид змій родини сліпунів (Typhlopidae). Ендемік Філіппін. Описаний у 2016 році.

## Поширення і екологія
Malayotyphlops andyi відомі за типовим зразком, зібраним в передгір'ях Сьєрра-Мадре в провінції Кагаян на північному сході острова Лусон, на висоті 250 м над рівнем моря.